# نیکون اس۳
نیکون اس۳ (به انگلیسی: Nikon S3) یک دوربین عکاسی ساخت شرکت نیکون است.